# Rekenmannetje

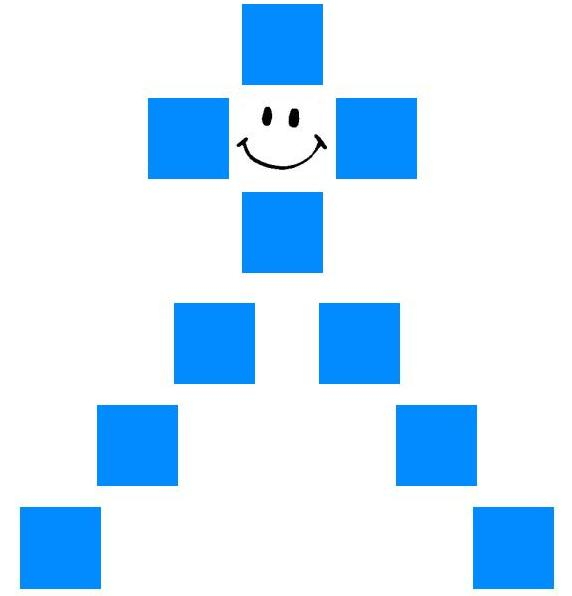
Rekenmannetje

Het Rekenmannetje is een didactiek die gebruikt kan worden om het optellen en aftrekken bij het rekenen te onderwijzen aan kinderen op de basisschool. De didactiek is ontwikkeld door A.W.N. Huvenaars en beschreven door Jos van Erp en wordt vooral gebruikt binnen het speciaal basisonderwijs.

## Structuur
Het Rekenmannetje maakt de getalbeelden visueel doordat het de vorm van een mannetje heeft. Een kop bestaat uit vier blokjes en ieder been uit drie blokjes. Hiermee kan vlot worden gerekend: een kop en één been is zeven, een kop en twee benen is tien, een kop en één is vijf enz.
Met het Rekenmannetje kunnen kinderen altijd tot een juiste oplossing van een som komen. Door de hoeveelheden te koppelen aan een bekende figuur, een mannetje, wordt aangesloten op de leefwereld van de leerlingen. Het Rekenmannetje maakt het mogelijk om het rekenen op te bouwen van heel concreet naar abstract.

## Werking
Het Rekenmannetje helpt om het rekenen te verinnerlijken. Eerst wordt het mannetje concreet met blokjes neergelegd op een mal. De som 6 + 2 = wordt uitgerekend door zes blokjes neer te leggen en daarna nog twee. Hierna kan worden geteld hoeveel blokjes dit samen zijn, namelijk acht. De getalbeelden helpen de leerlingen ook op dit snel te kunnen zien, dus zonder tellen. Acht is namelijk een kop, een been en nog een blokje extra.
Een volgende stap is door de blokjes weg te laten en de aantallen met de vinger op de mal te tikken. Hierna kan de mal worden weggenomen en worden de aantallen op de tafel getikt. Tot slot worden de aantallen niet meer met de vinger getikt, maar met oogbewegingen gevolgd. Hierna is het rekenen verinnerlijkt: het speelt zich af in het hoofd.
Voor het rekenen tot 100 wordt een extra mal toegevoegd waarop tienstaven kunnen worden neergelegd. Dit wordt ook wel de Man van 100 genoemd. Deze wordt links van de Man van 10 gelegd, zodat links de tientallen liggen en rechts de eenheden. 
Een volgende stap is de Man van 1000 die bestaat uit tien vlakken van tien staven, oftewel duizend blokjes. Een laatste stap is de Man van 10.000 die bestaat uit tien kubussen van ieder tien op elkaar gestapelde vlakken, oftewel tienduizend blokjes.
Helemaal aan het begin van de opbouw kan het mannetje op het eigen lichaam worden aangeraakt: 1 (haar), 2 (rechteroor), 3 (kin), 4 (linkeroor), 5 (heup rechterbeen), 6 (knie rechterbeen), 7 (voet rechterbeen), 8 (heup linkerbeen), 9 (knie linkerbeen), 10 (voet linkerbeen). Dit kan auditief ondersteund worden met een opzegversje:

Eén, twee, drie, vier ... de kop zit hier.
Vijf, zes, zeven ... één been eraan, nu kan ik verdergaan.
Acht, negen, tien ... dit is de man van tien!

## Afbeeldingen

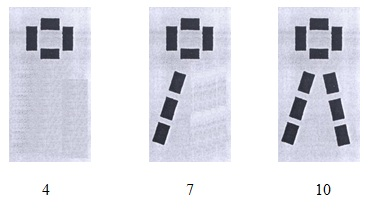
Getalbeelden
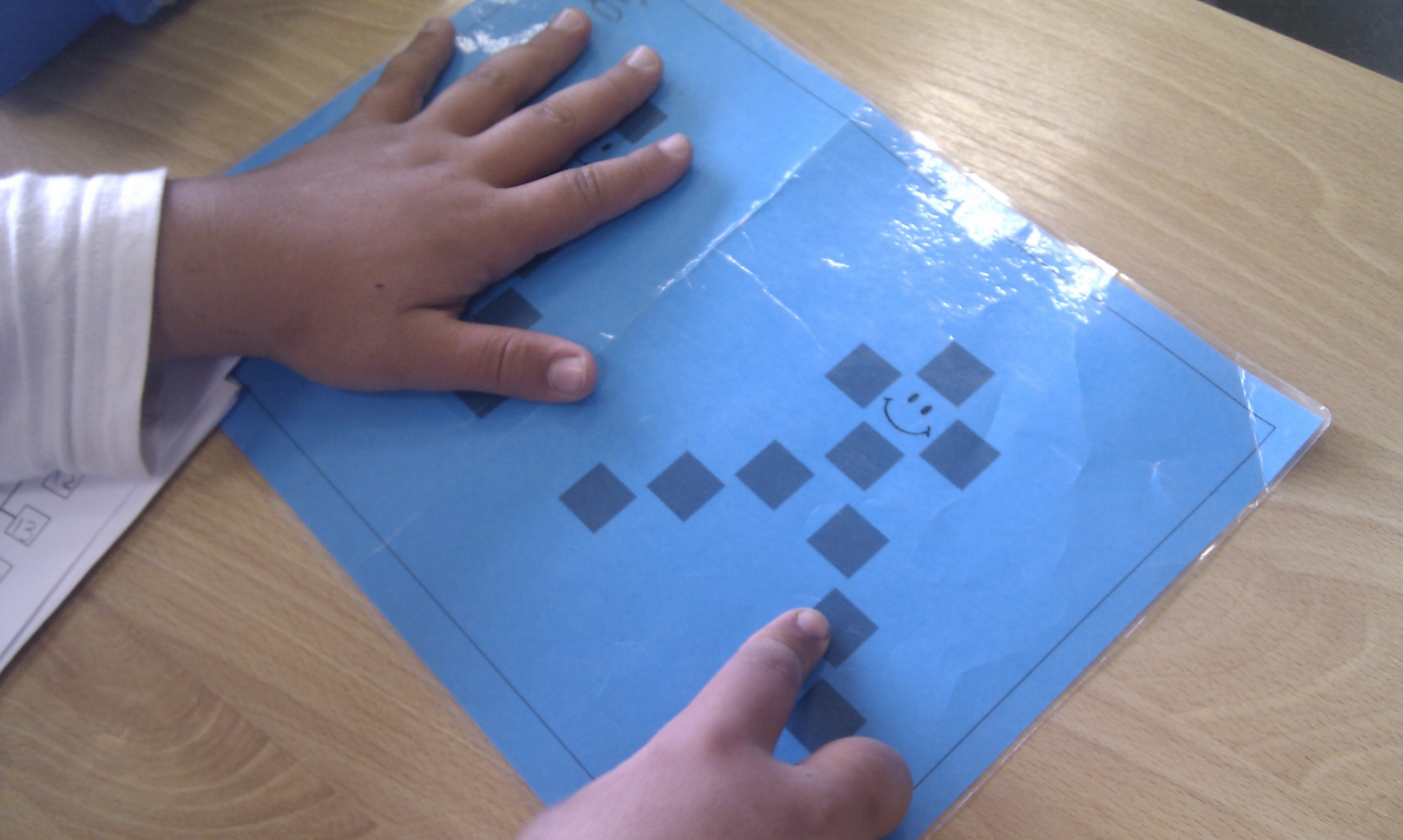
Het getal 19 bestaat uit een 'volle man' en nog negen losse blokjes
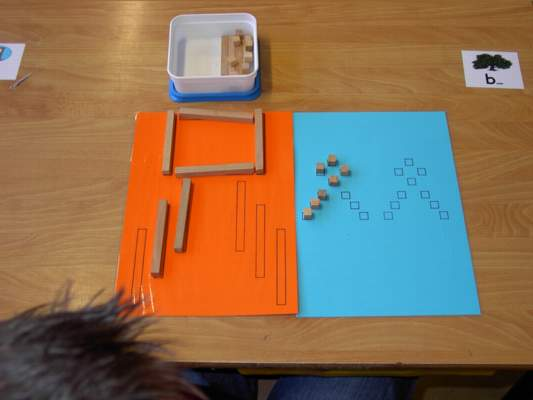
Het getal 67 is neergelegd met blokjes
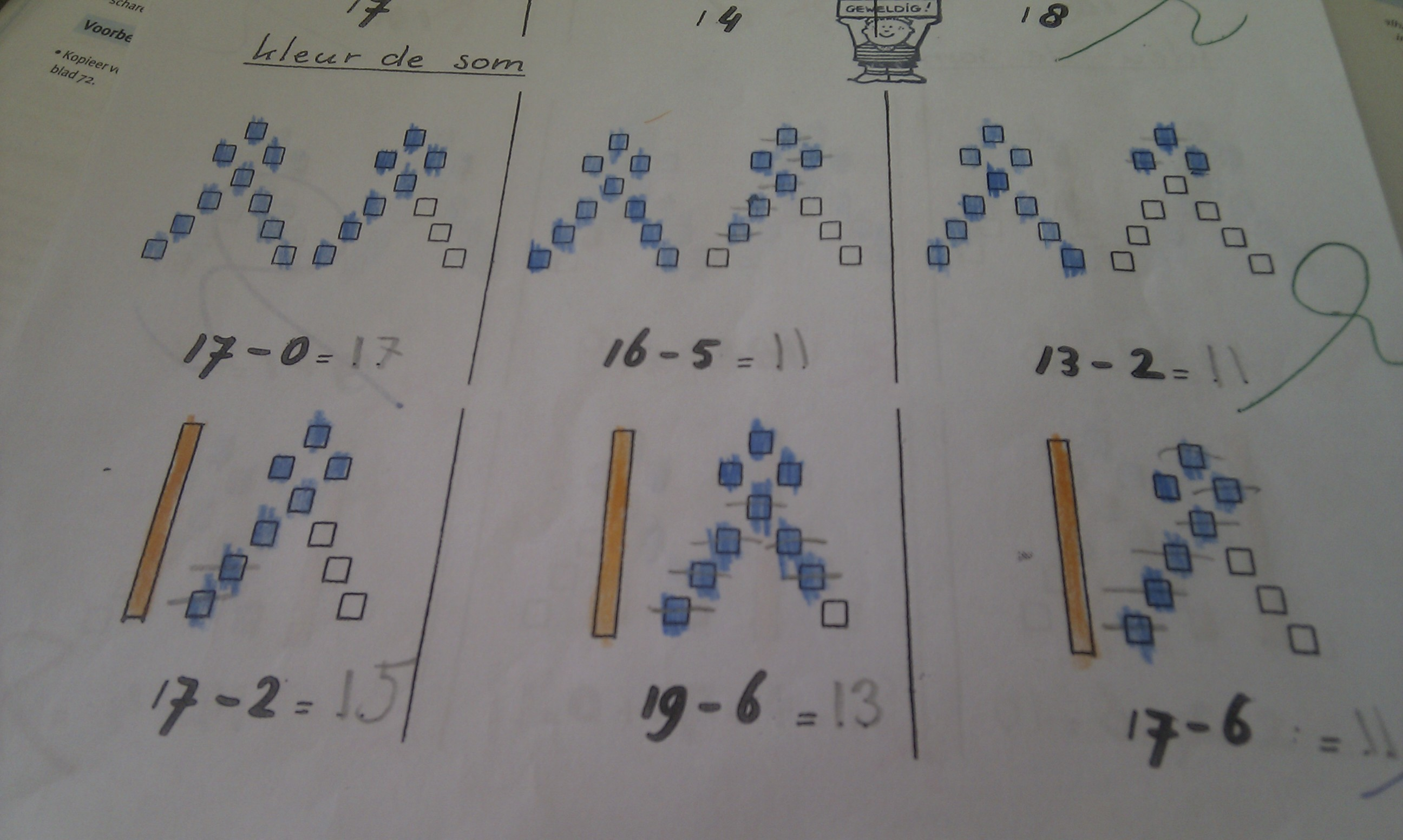
Aftrekken door te kleuren

## Kritiek
De belangrijkste kritiek op het gebruik van het Rekenmannetje is dat deze geen gebruik maakt van de zogenaamde vijfstructuur. De constructie is te heterogeen en het figuratieve zou de wiskundige opbouw bemoeilijken. 